# Jefry Bantes
Jefry Leonardo Bantes Rodríguez (ur. 8 marca 2004 w mieście Gwatemala) – gwatemalski piłkarz występujący na pozycji napastnika, reprezentant Gwatemali, od 2022 roku zawodnik Municipalu.